# Uehara Konen
Uehara Konen (上原 古 年, Uehara Konen), né en 1877 à Tokyo et mort en 1940, est un dessinateur et peintre japonais lié mouvement Shin-hanga. Il est actif durant les époques Meiji, Taishō et Shōwa.

## Biographie
Uehara Konen se forme d'abord auprès de Kajita Hanko à partir de 1893, puis de Matsumoto Fuko. La majeure partie de son œuvre est composée de peinture nihonga et d'estampes de paysages.
Les dessins qu'il réalise sont d'abord publiés par Kobayashi Bunshichi à partir de 1898. Mais en 1923, le séisme du Kantō, met fin à l'activité de l'éditeur. Shōzaburō Watanabe, un ancien employé, reprend la collaboration avec Uehara à partir de 1928. Comme pour sa collaboration avec Kobayashi Bunshichi, la production artistique issue de ce second partenariat est en grande partie destinée à l'exportation. Elle est notamment diffusée sur le marché américain par la Shima Art Company à partir des années 1930. L'entreprise est rachetée par Robert Muller qui lègue sa collection à la Freer Gallery of Art, le musée national des arts asiatiques de la Smithonian Institution, parmi lesquelles 49 estampes de Konen. Les estampes se retrouvent alors dans de nombreuses collections privées occidentales.
Uehara Konen travaille également comme fonctionnaire pour la Maison impériale et dans les affaires étrangères. Par ailleurs, il s'associe ponctuellement avec le critique d'art Okakura Kakuzō.
Ses œuvres sont conservées dans plusieurs institutions importantes, dont le département des estampes et de la photographie de la Bibliothèque nationale de France, le British Museum de Londres, l'Art Institute of Chicago, la Library of Congress, de Washington et le Musée des Beaux-Arts de Boston.

## Galerie

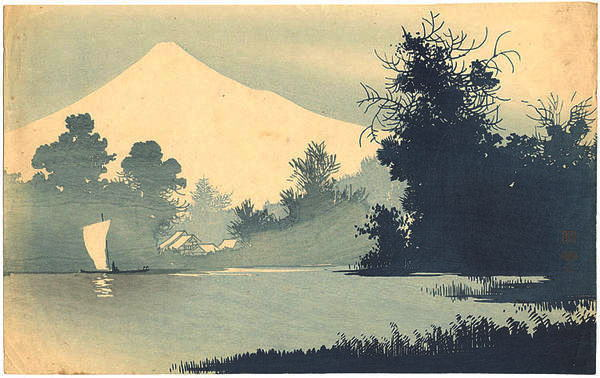
Le Mont Fuji
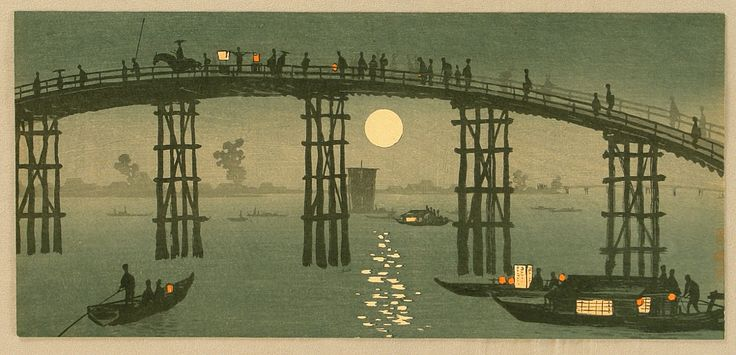
Le pont sur la rivière Sumida
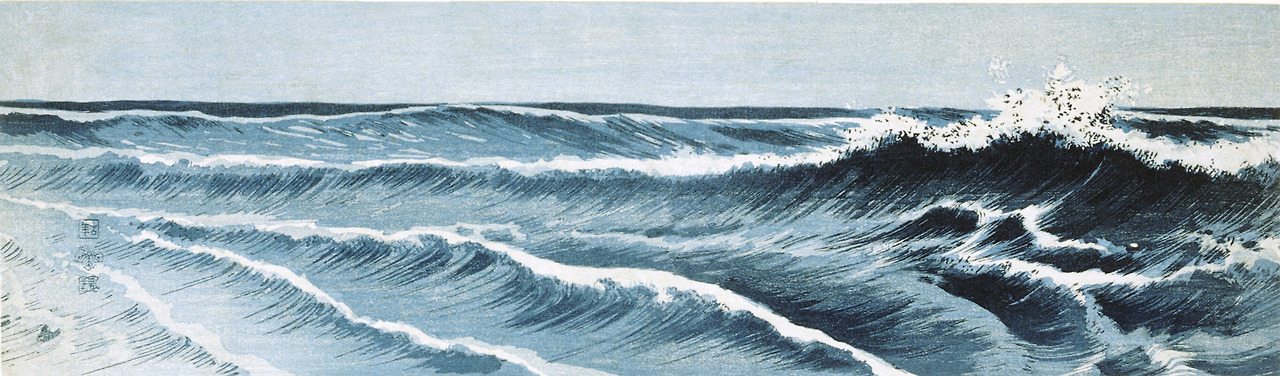
Vagues